# Grzegorz Krzyżanowski
Grzegorz Krzyżanowski (ur. 6 marca 1977, zm. 16 czerwca 2014 w Piastowie koło Radomia) – polski przedsiębiorca i motoparalotniarz, mistrz Polski, dwukrotny mistrz świata w klasie PF1.

## Życiorys
Był prezesem rodzinnej firmy wędliniarskiej. Jako paralotniarz był wielokrotnym Mistrzem Polski, a od 2006, członkiem polskiej Kadry Narodowej Powered Paragliding. W 2013 zdobył trzy złote medale podczas I Slalomowych Mistrzostw Świata na lotnisku Aspres-sur-Buëch we Francji. Udzielał się również jako oblatywacz nowych konstrukcji skrzydeł produkcji firmy Dudek Paragliders. Zginął 16 czerwca 2014 w wyniku awarii sprzętu i upadku z wysokości ok. 100 m podczas testów dwuosobowej motoparalotni.
Został pochowany na cmentarzu rzymskokatolickim w Radomiu.